# Gaston Bonnaure
Gaston Bonnaure est un homme politique français né le 21 janvier 1886 au Puy-en-Velay (Haute-Loire) et mort le 19 février 1942 à Neuilly-sur-Seine (Hauts-de-Seine).

## Biographie
Avocat à Paris, il travaille notamment pour la SIMA, une société dont Alexandre Stavisky devient le directeur. Bonnaure devient son avocat et l'un de ses amis. Il est député de la Seine de 1932 à 1936, inscrit au groupe radical-socialiste. 
Il est franc-maçon, membre d'une loge d'obédience GODF, « Le réveil Ancien » au Puy-en-Velay.
Lorsque l'affaire Stavisky éclate, en 1934, il se trouve gravement compromis. Son immunité parlementaire est levée et il est condamné, en janvier 1936, à un an de prison avec sursis. Il ne se représente pas aux législatives de 1936 et quitte la vie politique.

## Galerie

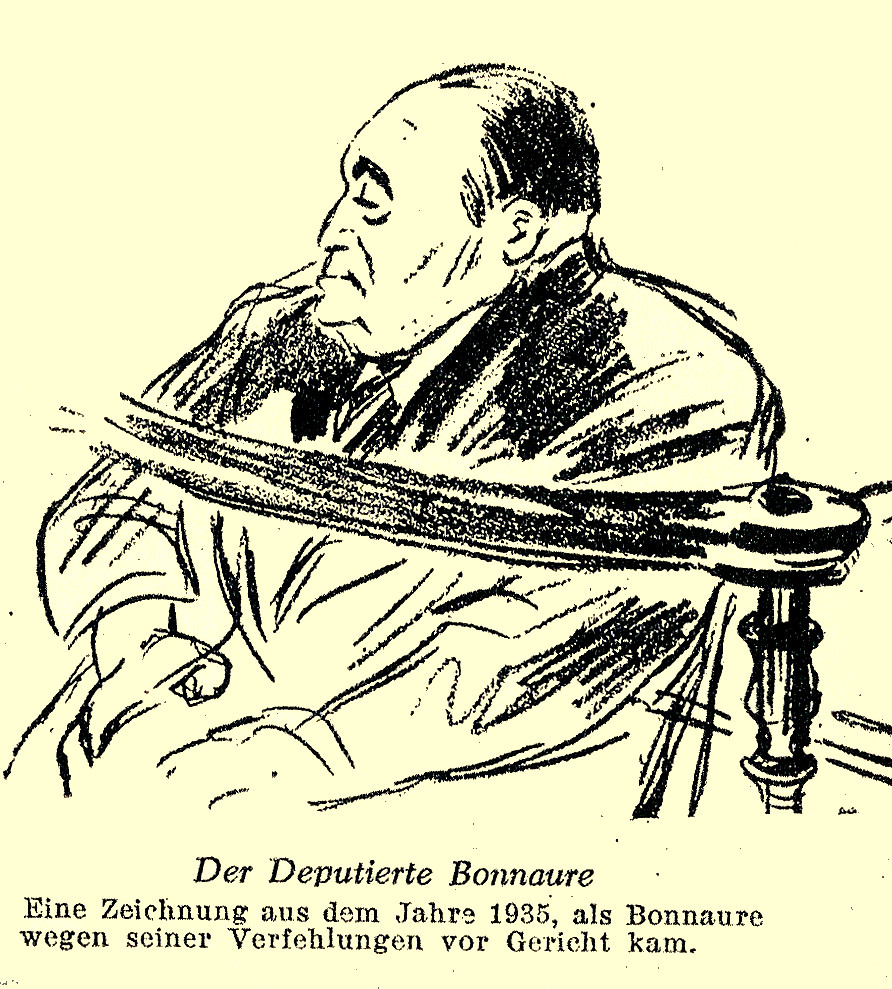
Dessin de presse représentant Gaston Bonnaure en 1934, lors de l'affaire Stavisky.